# 宮脇茂夫
宮脇 茂夫（みやわき しげお、2001年12月7日 - ）は、東京都出身のサッカー選手。Jリーグ・アスルクラロ沼津所属。ポジションはディフェンダー。

## 来歴
東京都出身。小学1年からサッカーを始め、中学時代は練馬区立三原台中学校の部活動で活躍した。大成高校時代は3年時に司令塔としてチームをインターハイ初出場に導いた。その後は新潟経営大学に進学し、北信越大学リーグでは1年でアシスト王、2、3年時にベストイレブンに選出された。また2年生から4年生まで新潟県の国体成年男子メンバーにも選抜され、2023年の鹿児島国体では主将を務めた。
2023年9月12日、アスルクラロ沼津に2024年からの加入内定と2023年JFA・Jリーグ特別指定選手の承認が発表され、11月26日のアウェイ鹿児島戦でJリーグ初出場を果たした。2024年4月28日のアウェイFC大阪戦ではJリーグ初得点を記録したが、この試合終了間際の強烈な同点FK弾はJリーグ公式SNSなどでも取り上げられた。

## 所属クラブ
- 泉新サッカークラブ
- 練馬区立三原台中学校
- 大成高校
- 新潟経営大学
  - 2023年9月 - 同年12月  アスルクラロ沼津 (特別指定選手)
- 2024年 -  アスルクラロ沼津

## 個人成績
| 国内大会個人成績 | 国内大会個人成績 | 国内大会個人成績 | 国内大会個人成績 | 国内大会個人成績 | 国内大会個人成績 | 国内大会個人成績 | 国内大会個人成績 | 国内大会個人成績 | 国内大会個人成績 | 国内大会個人成績 | 国内大会個人成績 |
| 年度             | クラブ           | 背番号           | リーグ           | リーグ戦         | リーグ戦         | リーグ杯         | リーグ杯         | オープン杯       | オープン杯       | 期間通算         | 期間通算         |
| 年度             | クラブ           | 背番号           | リーグ           | 出場             | 得点             | 出場             | 得点             | 出場             | 得点             | 出場             | 得点             |
| 日本             | 日本             | 日本             | 日本             | リーグ戦         | リーグ戦         | リーグ杯         | リーグ杯         | 天皇杯           | 天皇杯           | 期間通算         | 期間通算         |
| ---------------- | ---------------- | ---------------- | ---------------- | ---------------- | ---------------- | ---------------- | ---------------- | ---------------- | ---------------- | ---------------- | ---------------- |
| 2023             | 沼津             | 26               | J3               | 1                | 0                | -                | -                | -                | -                | 1                | 0                |
| 2024             | 沼津             | 26               | J3               | 10               | 1                | 2                | 0                | 1                | 0                | 13               | 1                |
| 2025             | 沼津             | 2                | J3               |                  |                  |                  |                  |                  |                  |                  |                  |
| 通算             | 日本             | 日本             | J3               | 11               | 1                | 2                | 0                | 1                | 0                | 14               | 1                |
| 総通算           | 総通算           | 総通算           | 総通算           | 11               | 0                | 2                | 0                | 1                | 0                | 14               | 1                |

出場歴
- Jリーグ初出場 - 2023年11月26日 J3第37節 鹿児島ユナイテッドFC戦 (白波スタジアム)
- Jリーグ初得点 - 2024年4月28日 J3第11節 FC大阪戦（東大阪市花園ラグビー場）